# Eurytoma fulva
Eurytoma fulva är en stekelart som beskrevs av Bugbee 1941. Eurytoma fulva ingår i släktet Eurytoma och familjen kragglanssteklar. Inga underarter finns listade i Catalogue of Life.